# Kỷ lục Giải vô địch bóng đá Đông Nam Á
Kỷ lục Giải vô địch bóng đá Đông Nam Á là tập hợp các thống kê và thành tích nổi bật qua các kỳ tranh tài của Giải vô địch bóng đá Đông Nam Á (AFF Championship), giải đấu cấp đội tuyển quốc gia quan trọng nhất khu vực do Liên đoàn Bóng đá Đông Nam Á (AFF) tổ chức từ năm 1996. Bài viết này tổng hợp những kỷ lục về đội tuyển, cầu thủ, huấn luyện viên, bàn thắng, chuỗi trận và nhiều hạng mục đáng chú ý khác trong lịch sử giải đấu, qua đó phản ánh sự phát triển và cạnh tranh khốc liệt giữa các nền bóng đá trong khu vực Đông Nam Á.
Số liệu cập nhật đến vòng chung kết AFF Cup 2024.

## Cấp đội tuyển
Vô địch nhiều lần nhất
7 lần,  Thái Lan
| Hạng | Đội       | Giải                                         |
| ---- | --------- | -------------------------------------------- |
| 1    | Thái Lan  | 7 (1996, 2000, 2002, 2014, 2016, 2020, 2022) |
| 2    | Singapore | 4 (1998, 2004, 2007, 2012)                   |
| 3    | Việt Nam  | 3 (2008,2018, 2024)                          |
| 4    | Malaysia  | 1 (2010)                                     |

Chơi nhiều trận chung kết nhất
10 lần,  Thái Lan
Nhiều lần lọt vào top 4 đội mạnh nhất
11 lần,  Thái Lan
Thi đấu nhiều trận nhất
94 trận,  Thái Lan
Thi đấu ít trận nhất
8 trận,  Brunei
Thắng nhiều trận nhất
59n trận,  Thái Lan
Thua nhiều trận nhất
26, Philippines, Lào
Hòa nhiều trận nhất
15, Việt Nam
Thi đấu nhiều trận nhất mà chưa từng thắng hoặc hòa
4, Đông Timor
Thi đấu nhiều trận nhất mà chưa từng thắng
4, Đông Timor
Ghi nhiều bàn tháng nhất
196, Indonesia
Thủng lưới nhiều bàn nhất
129, Lào
Ghi ít bàn thắng nhất
1, Brunei
Thủng lưới ít bàn nhất
15, Brunei
Hai đội gặp nhau nhiều nhất tại trận chung kết
3 lần, Thái Lan vs  Indonesia (2000,2002 & 2016)
Tham gia nhiều lần nhất mà luôn bị loại ở vòng bảng
10, Lào

### Tại cùng một kỳ AFF Cup
Đội vô địch thắng liên tiếp nhiều trận nhất
5, Thái Lan 2000,2016
Ghi nhiều bàn thắng nhất
24, Indonesia,2004
Thủng lưới ít bàn nhất
Thủng lưới nhiều bàn nhất
Hiệu số bàn thắng-bàn thua cao nhất
Hiệu số bàn thắng-bàn thua thấp nhất
Đội vô địch ghi được nhiều bàn thắng nhất
Đội vô địch ghi được ít bàn thắng nhất
Đội vô địch để thủng lưới ít nhất
Đội vô địch để thủng lưới nhiều nhất
Đội đương kim vô địch có thành tích tệ nhất
Đội chủ nhà có thành tích tệ nhất
Đội vô địch thua nhiều nhất
Đội không thua trận nào nhưng vẫn bị loại ngay từ vòng đấu bảng
3, Myanmar 2012 (hòa cả ba trận), Indonesia 2012 (thắng 1 hòa 2)
Đội bất bại nhưng chỉ giành được vị trí á quân
6, Indonesia 2002
Các chuỗi
Vô địch liên tiếp
2, Thái Lan (2000-2002) (2014-2016) và  Singapore (2004-2007)
Lọt vào tới trận chung kết liên tiếp
3, Thái Lan (2012-2016)
Hai đội gặp nhau liên tiếp trong các trận chung kết
2, Thái Lan và  Indonesia (2000-2002)
Giành ngôi á quân liên tiếp
3, Indonesia (2000-2004)
Lọt vào bán kết liên tiếp
5, Indonesia (1996-2004)
Liên tục bị loại ở vòng bảng
10, Lào (1996-2014)
Liên tiếp nằm cùng bảng đấu
Số trận thắng liên tiếp
Số trận liên tiếp bất bại
Số trận thua liên tiếp
16, Philippines (1996-2004)
Số trận liên tiếp không giành thắng lợi
Số trận hòa liên tiếp
Số trận liên tiếp mà ghi ít nhất một bàn thắng
Số trận liên tiếp mà ghi ít nhất hai bàn thắng
Số trận liên tiếp ghi được tối thiểu ba / bốn bàn
Số trận liên tiếp ghi được tối thiểu sáu / tám bàn
Số trận liên tiếp không ghi được bàn thắng
Số trận liên tiếp giữ sạch lưới
Số trận liên tiếp bị thủng lưới ít nhất một bàn
Số trận liên tiếp bị thủng lưới ít nhất hai bàn
Số trận liên tiếp bị thủng lưới ít nhất ba bàn
Số trận liên tiếp bị thủng lưới ít nhất bốn bàn

## Cầu thủ
Tham dự nhiều vòng chung kết nhất
Vô địch nhiều lần nhất
Thắng nhiều trận nhất
Chơi nhiều trận chung kết World Cup nhất
Cầu thủ trẻ nhất
Cầu thủ lớn tuổi nhất

## Kỷ lục về bàn thắng

### Cá nhân
Ghi được nhiều bàn thắng nhất trong các vòng chung kết
17, Noh Alam Shah (2002-2008)
Ghi được nhiều bàn thắng nhất tại một vòng chung kết
10, Noh Alam Shah (2007)
Ghi nhiều bàn nhất trong một trận
7, Noh Alam Shah (2007)
Ghi nhiều bàn nhất trong một trận chung kết
Ghi được nhiều hat-trick nhất
Khoảng thời gian nhanh nhất để hoàn thành hat-trick
Bàn thắng nhanh nhất trong một trận chung kết
Bàn thắng nhanh nhất

### Đội tuyển
Tỉ số cách biệt nhất,12 bàn
| Indonesia | 13 – 1 | Philippines |
| --- | ------ | ----------- |
| Bambang 1', 29', 35', 82' · Zaenal 6', 38', 41', 57' · Budi 16' · Sugiantoro 55', 75' · Imran 81' · Licuanan 88' (l.n.) |        | Go 78'      |

Trận đấu có nhiều bàn thắng nhất, 14 bàn
| Indonesia | 13 – 1 | Philippines |
| --- | ------ | ----------- |
| Bambang 1', 29', 35', 82' · Zaenal 6', 38', 41', 57' · Budi 16' · Sugiantoro 55', 75' · Imran 81' · Licuanan 88' (l.n.) |        | Go 78'      |

### Giải đấu
Giải có nhiều vua phá lưới nhất
4,2008
Giải có số bàn thắng cao nhất
113,2004
Giải có số bàn thắng ít nhất
48,2012
Giải có tỉ lệ bàn thắng cao nhất mỗi trận
Giải có tỉ lệ bàn thắng thấp nhất mỗi trận